# Place Louise-Catherine-Breslau-et-Madeleine-Zillhardt
Place Louise-Catherine-Breslau-et-Madeleine-Zillhardt är ett torg i Quartier de la Monnaie i Paris sjätte arrondissement. Place Louise-Catherine-Breslau-et-Madeleine-Zillhardt är beläget i korsningen av fem gator: Rue Dauphine, Rue Saint-André-des-Arts, Rue de l'Ancienne-Comédie, Rue Mazarine och Rue de Buci. Torget är uppkallat efter den tysk-schweiziska konstnären Louise Catherine Breslau (1856–1927) och den franska författaren och konstnären Madeleine Zillhardt (1863–1950). Café de Buci är beläget vid torget.

## Omgivningar
- Saint-Germain-des-Prés
- Jardin Alice-Saunier-Seïté
- Les Deux Magots
- Café de Flore
- Boulevard Saint-Germain
- Rue de Furstemberg
- Place de Furstemberg
- Carrefour de Buci

## Bilder
| - Café de Buci. - Saint-Germain-des-Prés. - Jardin Alice-Saunier-Seïté. |

| - Les Deux Magots. - Place de Furstemberg. |

## Kommunikationer
- Tunnelbana – linjerna   – Odéon

### Webbkällor
- ”Dénomination place Louise-Catherine Breslau et Madeleine Zillhardt (6e)” ( PDF). Mairie de Paris. http://a06.apps.paris.fr/a06/jsp/site/plugins/odjcp/DoDownload.jsp?id_entite=46933&id_type_entite=6. Läst 28 maj 2021.
- ”Place Louise-Catherine-Breslau-et-Madeleine-Zillhardt”. Les rues de Paris. https://www.parisrues.com/rues06/paris-06-place-louise-catherine-breslau-et-madeleine-zillhardt.html. Läst 28 maj 2021.